# Am I Reaching You Now
Am I Reaching You Now è una canzone della rock band statunitense Train, tratta dal loro quarto album, For Me, It's You, come terzo e ultimo singolo dell'album.